# Aibetsu
Aibetsu (愛別町?) è una cittadina giapponese della prefettura di Hokkaidō.